# Budapest Honvéd FC
Budapest Honvéd FC is een Hongaarse voetbalclub uit Kispest, een wijk in het zuiden van de hoofdstad Boedapest. Met veertien landstitels is Honvéd naast Ferencváros en MTK een van de meest succesvolle clubs uit de Hongaarse voetbalgeschiedenis.

## Geschiedenis
De club werd in 1909 opgericht als Kispesti AC in Kispest, toen nog een aparte voorstad van Boedapest. In de beginjaren had de club slechts gematigd succes met een bekerwinst in 1926 als enige uitschieter.

### De 'Magische Magyaren'
In de jaren na de Tweede Wereldoorlog vierde het Hongaarse voetbal hoogtij, en dat was vooral te danken aan spelers van Honvéd (letterlijk: Verdedigers van het Vaderland), zoals Kispesti AC ging heten nadat de club was overgenomen door het Hongaarse leger.
Doordat Kispest als negentiende district bij Boedapest werd gevoegd, luidde de hele clubnaam nu Budapesti Honvéd SE.
Een gouden generatie trad aan bij de club, en zorgde voor vijf quasi-opeenvolgende landstitels in 1950, 1951, 1952, 1954 en 1955. In 1953 werd de club nipt tweede, na Vörös Lobogó. Ook in 1956 stond de club eerste, maar dat seizoen werd door de Hongaarse Opstand niet afgewerkt. De gouden Honvédselectie, die na het Europabekertreffen tegen Athletic Bilbao weigerde naar huis terug te keren, ging op een soort tournee door Italië, Portugal en Spanje, waar ze gelijkspeelde tegen een Madrid XI en won van grootmacht FC Barcelona. Toen de FIFA de vluchtelingen nog verbood om de naam Honvéd te gebruiken, splitsten ze. Sommigen, onder wie József Bozsik, keerden terug naar Hongarije. Anderen, zoals Ferenc Puskás, bleven in het Westen en gingen bij topclubs als Real Madrid en FC Barcelona spelen. Voor Honvéd eindigde zo de allergrootste periode uit de geschiedenis.
Voor het Hongaars voetbalelftal (in die tijd bijgenaamd "Magische Magyaren") waren de spelers van Honvéd bijzonder belangrijk: Ferenc Puskás, Zoltán Czibor, Sándor Kocsis, József Bozsik en doelman Gyula Grosics vormden de spil van het beste elftal van die tijd. Hun belangrijkste prestaties zijn een gouden medaille op de Olympische Zomerspelen van 1952 en een zilveren medaille op het WK 1954. De finale van dat WK was overigens de énige verliespartij in een reeks van 51 wedstrijden, waarin de Gouden Generatie als eerste niet-Britse club op Wembley ging winnen van Engeland (3-6 in 1953) en als eerste land de Sovjet-Unie had verslagen in Moskou. Bovendien vernederden ze de Engelsen, die revanche wilden voor de smadelijke nederlaag op Wembley, in Boedapest met 7-1. Het Hongaarse elftal kwam het niet-terugkeren van Puskás e.d. beter te boven dan Honvéd, en bleef nog tot in 1976 elke Olympische Spelen een medaille pakken (brons in 1960, goud in 1964 en 1968, zilver in 1972). Een halvefinaleplaats in een WK zat er echter nooit meer in.
In 1978/79 schakelde Honved Budapest het toenmalige Ajax in de derde ronde van het Europa Cup III-toernooi uit. Op 22 november 1978 won Honved met 4-1 in Boedapest, op 6 december 1978 wist Honved de schade tot een 2-0 nederlaag tegen Ajax in Amsterdam te beperken, tegen trainer Cor Brom, en spelers als Ruud Krol, Jan Everse, Frank Arnesen, Dick Schoenaker, Soren Lerby, Hans Erkens, Tscheu La Ling, Ray Clarke, Simon Tahamata en Geert Meijer.

### De jaren 1980
Na de revolutie en de daaropvolgende leegloop van Honvéd duurde het 25 jaar vooraleer een nieuwe landstitel werd behaald. Vanaf 1980 was het echter weer raak, met zes titels in tien jaar. Deze goede periode leverde noch Europees succes voor de club, noch spraakmakende prestaties voor het nationale elftal op. Dat de club Europees werd uitgeschakeld door (toenmalige) grootmachten als Steaua Boekarest, Real Madrid en Celtic FC, zal niet zo'n grote troost geweest zijn.

### Na 1990
Na de val van het communistische regime veranderde de club zijn naam in Kispesti Honvéd FC en kon onder die naam nog twee titels winnen (1991 en 1993), waarvan de laatste onder leiding van de voormalige bondscoach van Finland, Martti Kuusela. Daarna was de beker van 1996 de enige prijs. In 2003 degradeerde Honvéd naar de tweede klasse, maar promoveerde een jaar later meteen terug. Die terugkeer ging wel gepaard met het faillissement van de eigenaar, en waardoor de club zijn naam moest veranderen naar Budapest Honvéd FC.
Van 2004 tot 2016 was Honvéd grotendeels een 'rechterkolomclub', waarbij op een derde en een vierde plaats na de club steeds tussen de achtste en de dertiende plaats eindigde. Wel kende de club tussen 2006 en 2009 een opmerkelijke bekerreeks, met in drie seizoenen drie bekerfinales - waarvan ze er twee won. In 2017 won de club echter wel haar veertiende titel, door op de laatste speeldag Videoton achter zich te houden.

### Naamsveranderingen
- 1909: Kispesti AC
- 1926: Kispesti FC
- 1944: Kispesti AC
- 1949: Budapesti Honvéd SE
- 1991: Kispesti Honvéd FC
- 2003: Budapest Honvéd FC

## Erelijst
| Internationaal         |     |                                                                                    |
| Mitropacup             | 1x  | 1959                                                                               |
| Nationaal              |     |                                                                                    |
| Hongaars landskampioen | 14x | 1950, 1951, 1952, 1954, 1955, 1980, 1984, 1985, 1986, 1988, 1989, 1991, 1993, 2017 |
| Beker van Hongarije    | 8x  | 1926, 1964, 1985, 1989, 1996, 2007, 2009, 2020                                     |

## Eindklasseringen vanaf 1960
| 7 |

| 9 |

| 7 |

| 5 |

| 2 |

| 2 |

| 4 |

| 6 |

| 6 |

| 4 |

| 2 |

| 3 |

| 4 |

| 2 |

| 4 |

| 6 |

| 2 |

| 4 |

| 4 |

| 2 |

| 5 |

| 1 |

| 5 |

| 6 |

| 3 |

| 1 |

| 1 |

| 1 |

| 4 |

| 1 |

| 1 |

| 13 |

| 1 |

| 3 |

| 1 |

| 2 |

| 4 |

| 6 |

| 6 |

| 14 |

| 12 |

| 12 |

| 7 |

| 7 |

| 11 |

| 1 |

| 11 |

| 13 |

| 7 |

| 8 |

| 14 |

| 9 |

| 10 |

| 4 |

| 3 |

| 9 |

| 13 |

| 8 |

| 1 |

| 4 |

| 4 |

| 5 |

| 10 |

| 9 |

| 11 |

| 11 |

| 8 |

| NB I | NB II |

## Budapest Honvéd FC in Europa
Budapest Honvéd FC speelt sinds 1938 in diverse Europese competities. Hieronder staan de competities en in welke seizoenen de club deelnam. De editie die Honvéd heeft gewonnen is dik gedrukt:
Champions League (2x)
1993/94, 2017/18
Europacup I (8x)
1956/57, 1980/81, 1984/85, 1985/86, 1986/87, 1988/89, 1989/90, 1991/92
Europa League (6x)
2009/10, 2012/13, 2013/14, 2018/19, 2019/20, 2020/21
Europacup II (4x)
1964/65, 1965/66, 1970/71, 1996/97
UEFA Cup (10x)
1972/73, 1973/74, 1975/76, 1976/77, 1978/79, 1983/84, 1987/88, 1994/95, 2004/05, 2007/08
Intertoto Cup (2x)
2002, 2008
Mitropacup (10x)
1938, 1955, 1959, 1962, 1967, 1969, 1970, 1972, 1975, 1978